# Ciène de Diaokhi
Ciène est un des premiers souverains du royaume de Diaokhi, une confédération de tribus géorgiennes. Règnant vers la fin du XIIe siècle av. J.-C., il est connu par des inscriptions assyriennes décrivant l'invasion de Téglath-Phalasar Ier en -1112.

## Biographie
Ciène est le premier roi connu de la confédération tribale qu'est le royaume de Diaokhi. Son règne se déroule vers la fin du XIIe siècle av. J.-C., aux alentours de la création du royaume. Il rejoint son royaume au Nairi, une alliance politico-militaire entre États du sud de la Transcaucasie.
En -1112, il doit affronter une invasion du roi assyrien Téglath-Phalasar Ier, qui envahit les États du Nairi. Dans ce but, il réunit les chefs des 60 tribus sur lesquelles il domine, s'étendant du nord-est de l'Anatolie à la Colchide, afin de constituer une large armée. Cette armée est rapidement vaincue et le souverain assyrien poursuit Ciène jusqu'à la mer Noire, avant de le capturer.
Teglath-Phalasar Ier dépose Ciène et le fait déporter vers Assur, la capitale de son empire, après son refus de se soumettre comme les autres souverains de la région. Détenu, Ciène accepte de devenir un roi client de l'Assyrie, reconnait la suprématie du dieu Assur, et promet la loyauté de ses descendants envers les rois assyriens. Il est par la suite autorisé de retourner vers la Diaokhi, mais doit payer 1 200 chevaux et 2 000 bétails annuellement.